# Arsenaria dattinii
Arsenaria dattinii är en fjärilsart som beskrevs av Émile Louis Ragonot 1887. Arsenaria dattinii ingår i släktet Arsenaria och familjen mott. Inga underarter finns listade i Catalogue of Life.